# Panzer Front Ausf. B
Panzer Front Ausf.B («Ausführung», сокр. «Ausf.» — в переводе c немецкого означает «модель» или «версия») — это компьютерная игра в жанре танкового симулятора для консоли PlayStation 2. Выпущенная в 2004 году, она является третьей игрой во франшизе Panzer Front.

## Игровой процесс
Сюжет игры начинается с выбора стороны конфликта - игрок может играть за Германию или за союзников. Затем начинается обучение, в котором игрок учится управлять танком и выполнять простейшие задания.
После обучения игрок отправляется на поле боя. Здесь ему предстоит сражаться с противниками, защищать свои позиции и выполнять различные задания. В процессе игры игрок может улучшать свой танк, добавляя новое оружие, броню и технические устройства.
Одной из особенностей игры является её реализм. В Panzer Front Ausf. B сделан акцент на точную модель поведения танков на поле боя, а также на оружии и снаряжении. Это позволяет игроку чувствовать себя настоящим командиром танка, который должен учитывать множество факторов во время сражения.

## Оценки
| Сводный рейтинг                    | Сводный рейтинг |
| Агрегатор                          | Оценка          |
| ---------------------------------- | --------------- |
| Metacritic                         | 58/100          |
| Иноязычные издания                 |                 |
| Издание                            | Оценка          |
| Eurogamer                          | 6/10            |
| Famitsu                            | 26/40           |
| Official UK PlayStation 2 Magazine | 2/10            |

Согласно агрегатору рецензий Metacritic игра получила «смешанные» отзывы критиков.